# Colonne Nelson (Dublin)
Vous lisez un « bon article » labellisé en 2018.
Pour les articles homonymes, voir Colonne Nelson.
La colonne Nelson (en anglais : Nelson's Pillar, aussi connue comme Nelson Pillar ou simplement The Pillar) était une grande colonne commémorative de granite mesurant près de 37 mètres coiffée par une statue d'Horatio Nelson de 4 mètres, construite au centre de l'avenue qui s'appelait alors Sackville Street (rebaptisée plus tard O'Connell Street) à Dublin, en Irlande. Achevée en 1809, alors que l'Irlande faisait partie du Royaume-Uni de Grande-Bretagne et d'Irlande, la colonne est gravement endommagée en mars 1966 par des explosifs posés par des membres de l'armée républicaine irlandaise (IRA). Ses vestiges sont ensuite détruits par l'armée irlandaise.
La décision de construire le monument est prise par la Dublin Corporation dans l'euphorie suivant la victoire de Nelson à la bataille de Trafalgar en 1805. La première version imaginée par William Wilkins est considérablement modifiée par Francis Johnston pour des raisons de coût. La statue est sculptée par Thomas Kirk. Dès son inauguration le 29 octobre 1809, la colonne est une attraction touristique populaire, mais elle provoque aussitôt une controverse esthétique et politique durable. Un éminent monument du centre-ville honorant un Anglais consterne le sentiment nationaliste grandissant, et tout au long du XIXe siècle, des mouvements appellent à son enlèvement et son remplacement par un monument à la mémoire d'un héros irlandais.
Des parties du centre de Dublin sont détruites au cours de l'insurrection de Pâques 1916 ; même si la colonne se trouve près du siège des rebelles, elle demeure indemne. Après la scission de l'île, la partie sud de l'Irlande devient l'État libre d'Irlande en 1922, qui laisse ensuite place à une république en 1949. Une barrière légale s'oppose à tout retrait ou modification du monument du fait qu'il est géré par une fiducie. Les gouvernements irlandais successifs échouent à surmonter ce problème. Bien que des personnalités littéraires influentes telles que James Joyce, William Butler Yeats et Oliver St John Gogarty défendent la colonne pour des raisons historiques et culturelles, la pression pour sa suppression s'intensifie dans les années précédant le 150e anniversaire de son érection. Sa suppression brutale par l'explosion qui brise la colonne en 1966 suivie du retrait du reste de la base, est, dans l'ensemble, bien accueillie du public. Bien qu'il soit largement admis que l'action est l'œuvre de l'IRA, la police se montre incapable d'identifier les responsables.
Après des années de débats et de nombreuses propositions, le Spire de Dublin est installé sur le site en 2003. Cette structure en forme d'aiguille mesure plus de trois fois la hauteur de l'ancienne colonne. En 2000, un ancien militant républicain revendique dans une interview la pose des explosifs en 1966, mais après l'avoir interrogé, la police décide de ne pas le poursuivre. Des restes de la colonne se trouvent dans des musées de Dublin ou apparaissent ailleurs comme pierres décoratives. Le souvenir de la colonne apparaît également dans de nombreux ouvrages de la littérature irlandaise.

## Contexte

### Sackville Street et William Blakeney

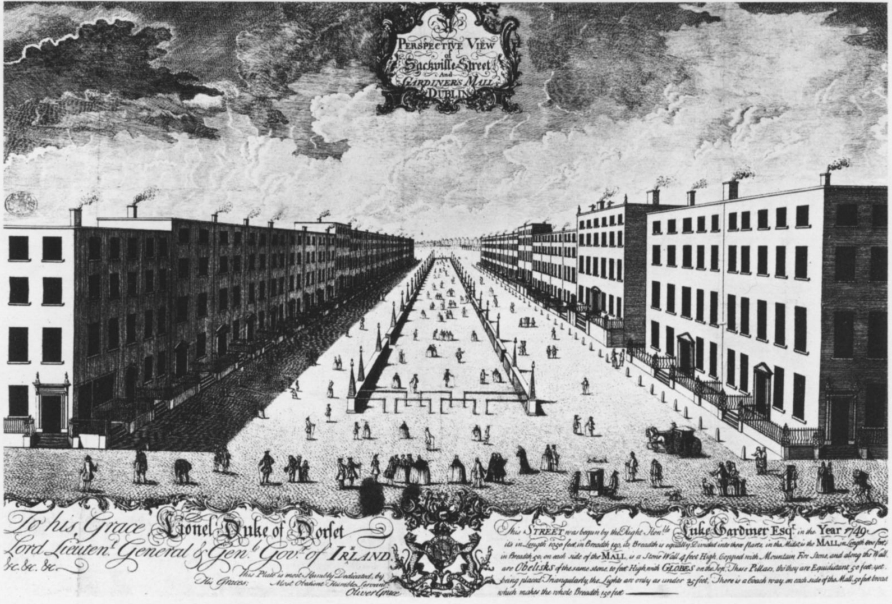
Perspective idéalisée de Sackville Street vers 1760, au moment de l'érection de la statue de Blakeney, avec au centre le Gardiner's Mall délimité de murets de granite et d'obélisques surmontés de lampadaires à huile.

Le réaménagement de Dublin dans la partie située au nord du fleuve Liffey commence au début du XVIIIe siècle, en grande partie grâce au promoteur Luke Gardiner (en). Son œuvre la plus connue est la transformation dans les années 1740 d'une ruelle étroite appelée Drogheda Street, qu'il démolit et transforme en une large artère bordée d'imposantes maisons de ville. Il la rebaptise Sackville Street en l'honneur de Lionel Cranfield Sackville, 1er duc de Dorset, qui sert comme lord lieutenant d'Irlande de 1731 à 1737 et de 1751 à 1755. Après la mort de Gardiner en 1755, la croissance de Dublin continue avec la création de nombreux bâtiments raffinés et de grandes places. Le statut de la ville est de plus amplifié par la présence du Parlement d'Irlande pendant six mois de l'année. Les Actes d'Union de 1800, qui unissent l'Irlande et la Grande-Bretagne sous une seule entité basée à Londres, mettent fin au parlement d'Irlande et marquent le début d'une période de déclin de la ville.

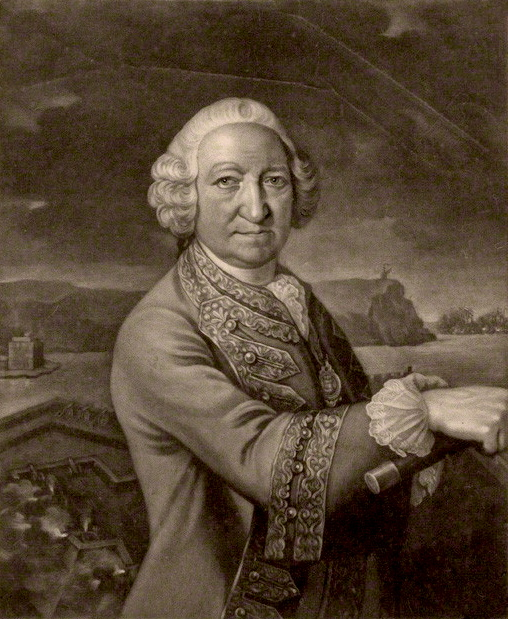
William Blakeney, dont la statue a précédé la colonne Nelson sur l'emplacement de Sackville Street

Le premier monument de Sackville Street est construit en 1759 à l'endroit où la colonne Nelson sera érigée. Le sujet est William Blakeney, 1er baron Blakeney, un officier de l'armée né à Limerick dont la carrière s'étend sur plus de soixante années et prend fin avec sa reddition aux Français après la bataille de Minorque en 1756. Une statue en laiton sculptée par John van Nost le jeune est dévoilée le jour de la fête de la Saint-Patrick, le 17 mars 1759,. Donal Fallon, dans l'histoire qu'il dresse de la colonne Nelson, indique que la statue de Blakeney est la cible de vandalisme presque dès son érection. Son sort est incertain : Fallon rapporte qu'elle aurait pu être fondue pour fabriquer des canons, mais qu'elle n'était certainement plus là en 1805.

### Bataille de Trafalgar
Le 21 octobre 1805, une flotte de la Royal Navy commandée par le vice-amiral Horatio Nelson défait les flottes combinées des marines française et espagnole à la bataille de Trafalgar. Au plus fort des combats, Nelson est mortellement blessé à bord de son navire amiral, le HMS Victory, alors que la victoire est assurée.

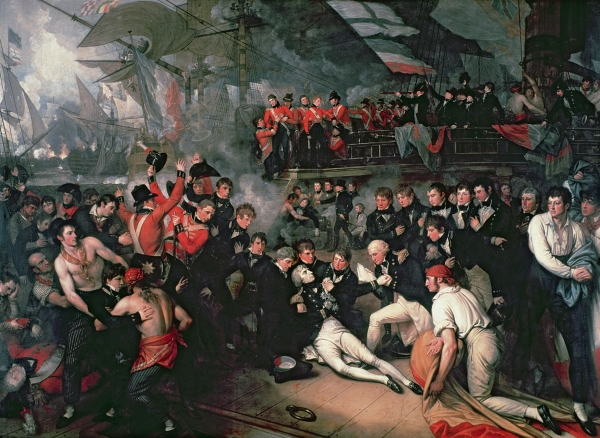
The Death of Nelson par le peintre Benjamin West, 1806.

Nelson avait été salué à Dublin sept ans plus tôt, après la bataille d'Aboukir de 1798, en tant que « défenseur de la Harpe et de la Couronne », c'est-à-dire les symboles respectifs de l'Irlande et du Royaume-Uni. Quand les nouvelles de la bataille de Trafalgar atteignent la ville le 8 novembre, des scènes de célébration patriotique s'organisent, mettant en exergue le désir de commémorer le héros. Les commerçants ont une raison particulière d'être reconnaissants pour cette victoire puisqu'elle rétablit la liberté de circulation des navires de commerce en mer et supprime la menace d'une invasion française. Un grand nombre d'habitants de la ville connait un proche ayant participé à la bataille : près d'un tiers des marins de la flotte de Nelson sont originaires d'Irlande et environ 400 de Dublin même. L'historien Dennis Kennedy estime que Nelson est considéré dans la ville comme un héros, non seulement parmi les protestants, mais aussi par beaucoup de catholiques qui comptent parmi les classes moyennes émergentes.
La première étape vers l'édification d'un monument permanent à Horatio Nelson est prise le 18 novembre 1805 par les représentants de la ville, qui, après l'envoi d'un message de félicitations au roi George III, conviennent que l'érection d'une statue formerait un hommage approprié à la mémoire de Nelson,. Le 28 novembre, après une réunion publique confirmant cet assentiment, un « comité Nelson » est créé, présidé par le lord-maire de la ville. Arthur Guinness II, le fils du fondateur de la brasserie de bière, fait partie des notables de la ville siégeant sur ce comité. Les tâches initiales du comité consistent à décider précisément de la forme du monument et de son emplacement. Il a également pour mission de lever des fonds.

## Création et construction
Lors de sa première réunion, le comité établit une souscription publique et, au début de l'année 1806, invite des artistes et des architectes à soumettre des propositions pour un monument. Aucune spécification n'est fournie, mais la vogue européenne contemporaine en architecture commémorative met en avant la forme classique, caractérisée par la colonne Trajane à Rome. Les colonnes commémoratives, ou « piliers de la victoire », sont rares à l'époque en Irlande ; la colonne de Cumberland à Birr, érigée en 1747, est l'une des rares exceptions. D'après les propositions faites, le choix du comité Nelson se porte sur un jeune architecte anglais William Wilkins. La proposition de Wilkins est celle d'une colonne dorique sur un socle surmonté d'une galère romaine sculptée.

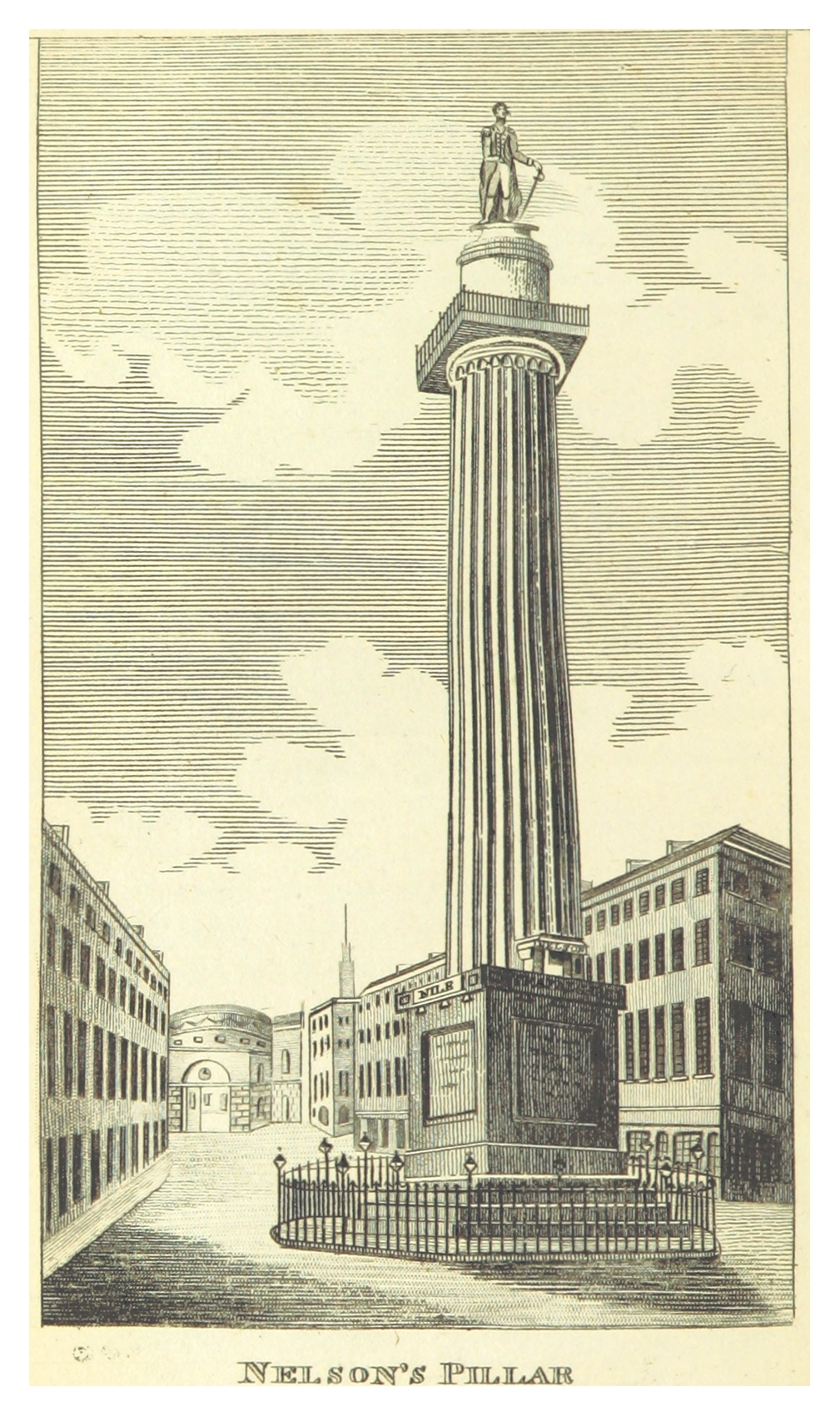
Dessin de la colonne en 1811.

Le choix du site de Sackville Street ne fait pas l'unanimité. Les responsables de la Wide Streets Commission sont préoccupés par la congestion du trafic et font donc valoir un emplacement le long du fleuve et visible de la mer. Une autre suggestion est un emplacement en bord de mer, peut-être Howth Head à l'entrée de la baie de Dublin. La présence récente de la statue de Blakeney dans Sackville Street et le désir d'arrêter le déclin de la rue, sont des facteurs qui ont pu influencer le choix final de ce site qui, selon Kennedy, est le choix préféré du Lord Lieutenant.
À la mi-1807, la collecte de fonds s'avère difficile et les sommes recueillies à ce moment sont bien en dessous du coût probable de l'érection du monument de Wilkins. Le comité informe l'architecte de ce fait, et engage Francis Johnston, architecte du City Board of Works, pour faire des ajustements visant à réduire le coût du projet. Johnston simplifie alors le dessin, substituant un grand bloc fonctionnel au piédestal dessiné par Wilkins, et remplaçant la galère proposée par une statue de Nelson. Thomas Kirk, un sculpteur de Cork, est chargé de créer la statue en pierre de Portland.
En décembre 1807, les fonds récoltés sont de 3 827 £, loin des quelque 6 500 £ requis pour financer le projet,. Néanmoins, au début de l'année 1808, le comité s'estime assez confiant pour commencer le travail et organise une cérémonie de pose de la première pierre. Elle a lieu le 15 février 1808 — le jour suivant l'anniversaire de la victoire de Nelson à la bataille du cap Saint-Vincent en 1797 — en présence du nouveau lord lieutenant, le duc de Richmond, ainsi que de divers dignitaires et notables de la ville. Une plaque commémorative faisant l'éloge de la victoire de Nelson à Trafalgar est fixée au socle. Le comité continue à récolter de l'argent en même temps que la construction avance. Lorsque le projet est terminé à l'automne de l'année 1809, les coûts totalisent 6 856 £, mais les contributions atteignent 7 138 £, fournissant donc au comité un excédent de 282 £.
Une fois terminé, le monument avec sa statue a une hauteur de 40,8 mètres. Les quatre côtés du piédestal sont gravés avec les noms et les dates des plus grandes victoires de Nelson,. Un escalier en colimaçon de 168 marches, construit à l'intérieur de la colonne, mène à une plate-forme située immédiatement sous la statue. Selon le rapport publié par le comité, près de 626 mètres cubes de calcaire noir et 207 mètres cubes de granite ont été nécessaires pour construire la colonne et son socle. La colonne est ouverte au public le 21 octobre 1809, date du quatrième anniversaire de la bataille de Trafalgar, pour dix pences pré-décimaux,. Pour ce prix, les visiteurs peuvent monter sur la plate-forme panoramique et profiter de ce qu'un premier compte-rendu décrit comme « une superbe vue panoramique sur la ville, sa jolie baie et le pays ».

## Histoire (1809–1966)

### Entre 1809 et 1916

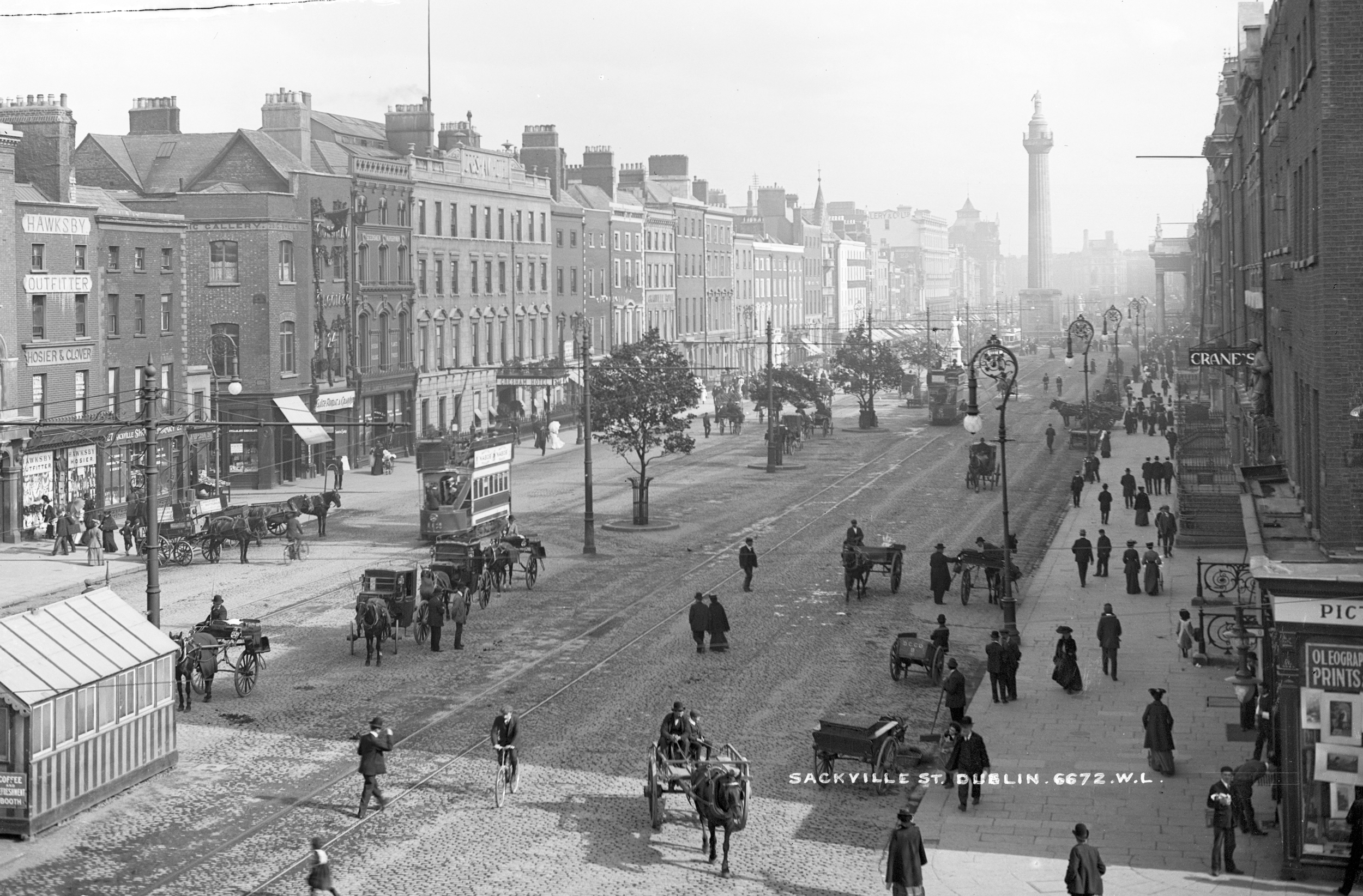
Sackville Street et la colonne de Nelson dans les années 1900.

Le monument est rapidement devenu une attraction touristique populaire ; Kennedy écrit que « pour les 157 prochaines années, son ascension est un must sur la liste de tous les visiteurs ». Pourtant, dès le début, des critiques s'élèvent, tant pour des raisons politiques qu'esthétiques. Le numéro de septembre 1809 du Irish Monthly Magazine édité par Walter « Watty » Cox rapporte que « notre indépendance nous a été arrachée, non pas par les armes françaises, mais par l'or anglais. La statue de Nelson marque la gloire d'une maîtresse et la transformation de notre sénat en un bureau d'escompte ». Dans un livre sur l'histoire de la ville de Dublin datant de 1818, les auteurs vantent la grandeur du monument, mais critiquent plusieurs de ses caractéristiques : ses proportions sont décrites comme « lourdes », le piédestal comme « inesthétique » et la colonne elle-même comme « maladroite ». Cependant, l'Hibernian Magazine estime que la statue ressemble bien à son sujet, et que la position de la colonne dans le centre de la grande rue fournit à l'œil un point central dans ce qui ne serait autrement qu'un « gâchis de pavés ».
En 1830, la montée du sentiment nationaliste en Irlande fait dire à Kennedy qu'il n'aurait probablement pas pu être construit à une date ultérieure. Pour autant, le monument attire souvent les commentaires favorables des visiteurs. En 1842, l'écrivain William Makepeace Thackeray décrit un Nelson « sur un pilier de pierre » au milieu de « [l']extrêmement large et belle » Sackville Street. Quelques années plus tard, le monument est une source de fierté pour certains citoyens, qui la surnomment Dublin's Glory (« Gloire de Dublin ») lorsque la reine Victoria visite la ville en 1849.

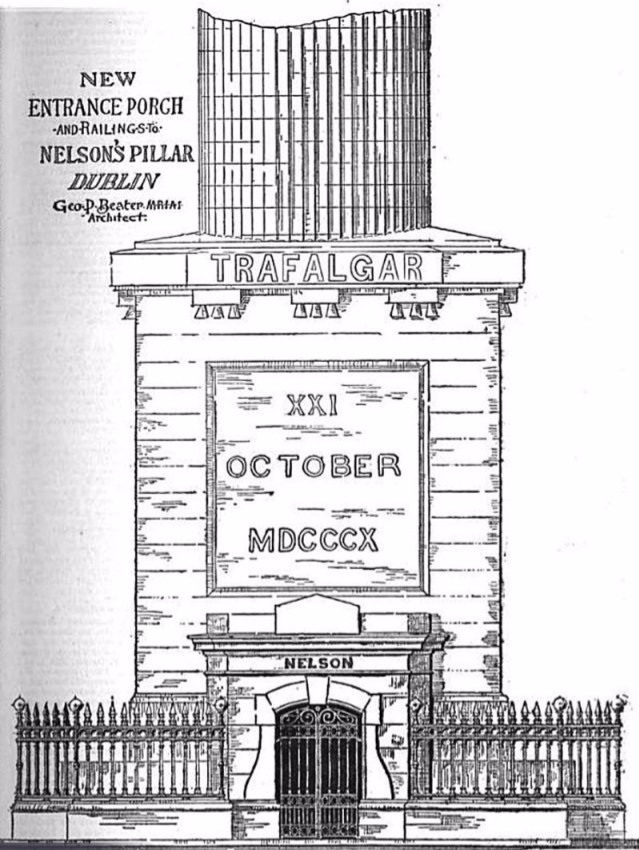
Proposition de nouvelle entrée en 1894.

Entre 1840 et 1843, une autre colonne consacrée à Nelson est érigée dans Trafalgar Square à Londres. Avec une hauteur totale de 52 mètres, elle est plus grande que son équivalent de Dublin et, à 47 000 £, beaucoup plus coûteuse à construire. Elle n'a cependant aucun escalier intérieur ou plate-forme panoramique. La colonne de Londres fait l'objet d'une attaque au cours de la campagne à la dynamite des Féniens en mai 1884 : de l'explosif est placé à sa base mais n'explose pas.
En 1853, la reine assiste à la Grande exposition industrielle où un projet de réaménagement urbain est présenté, qui prévoit la suppression du monument. Cela s'avère impossible car depuis 1811 la responsabilité légale de la colonne est gérée par une fiducie dont les membres doivent « embellir et préserver le monument dans la perpétuation de l'objet ». Toute action visant à enlever ou à déplacer la colonne nécessite ainsi la promulgation d'une loi du Parlement à Londres tandis que la Dublin Corporation — le gouvernement de la ville — n'a aucune autorité en la matière. Aucune action ne découle de ce plan de réaménagement, mais dans les années qui suivent, des tentatives régulières sont faites pour la suppression du monument. Alderman Peter McSwiney, ancien lord-maire, propose en 1876 de remplacer la « structure inesthétique » par un monument à la mémoire de John Gray, mort récemment, qui a beaucoup travaillé pour fournir à Dublin un approvisionnement en eau potable. La Dublin Corporation est cependant incapable de mettre cette idée en œuvre.
En 1882, le Moore Street Market and Dublin City Improvement Act est adopté par le parlement de Westminster, supplantant la fiducie et donnant ainsi autorité à la Dublin Corporation de réimplanter la colonne, mais cela est soumis à un calendrier strict, trop strict selon les autorités de la ville. La loi devient caduque sans que la colonne ne soit déplacée. Une tentative similaire est faite en 1891, avec le même résultat. Le sentiment des habitants de Dublin est partagé sur la démolition, certains considérant le monument comme point central de la ville. L'entreprise de tramway adresse une pétition pour son maintien puisqu'il marque le terminus de sa ligne centrale. Selon Donal Fallon dans son livre The Pillar: The Life and Afterlife of the Nelson Pillar (2014), « à bien des égards le pilier était devenu une marque de fabrique de la ville ». Kennedy quant à lui le décrit comme « […] un gigantesque élément familier, mais plutôt délabré, du mobilier de la ville, nommé La Colonne, ou la colonne de Dublin, plutôt que la colonne Nelson… [c'est] aussi une excursion, un ressenti ». Le sculpteur local John Hughes invite les étudiants de la Metropolitan School of Art à « admirer l'élégance et la dignité » de la statue de Kirk ainsi que « la beauté de sa silhouette ».

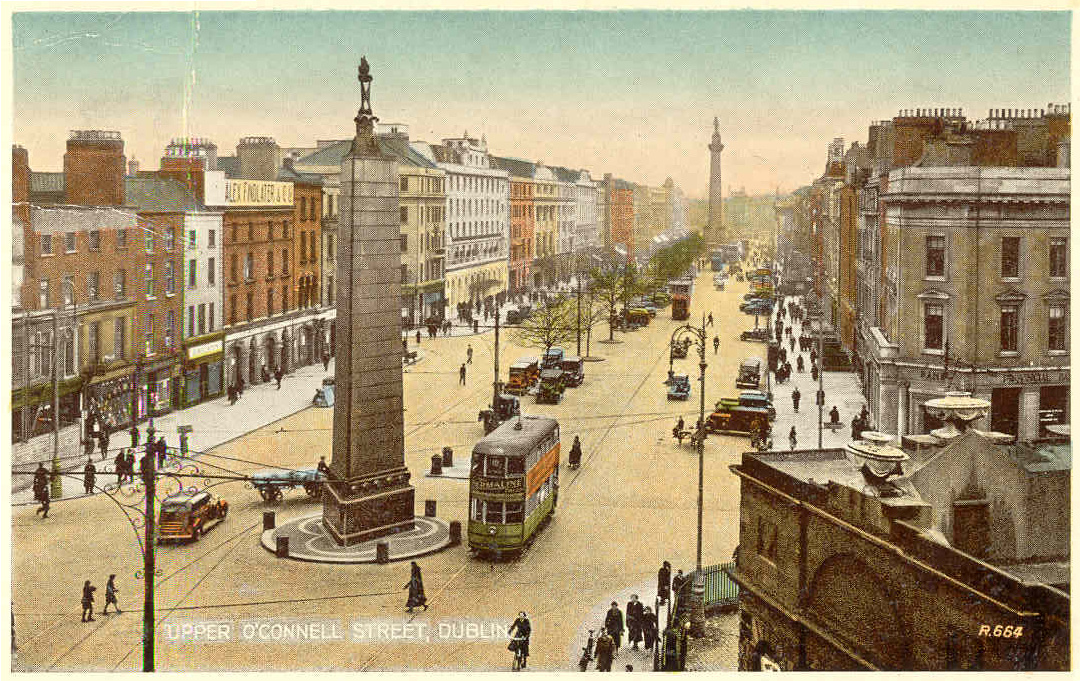
Photographie colorisée de O'Connell Street (ex-Sackville Street) au début du XXe siècle.

En 1894, des modifications importantes sont apportées au socle du monument. L'accès d'origine sur le côté ouest où les visiteurs entraient dans le piédestal par plusieurs marches descendant en dessous du niveau de la rue est remplacé par une nouvelle entrée au niveau du sol, côté sud, avec un grand porche. Le monument est aussi entièrement entouré par de lourdes grilles de fer,. À l'orée du nouveau siècle, malgré le nationalisme croissant à Dublin — 80 % des conseillers de la Dublin Corporation sont nationalistes —, la colonne est, en 1905, généreusement décorée de drapeaux et de banderoles pour marquer le centenaire de la bataille de Trafalgar. La mutation de l'atmosphère politique avait longtemps été annoncée par l'érection dans Sackville Street de plusieurs monuments célébrant des héros irlandais, dans ce que l'historien Yvonne Whelan décrit comme une défiance au gouvernement britannique sous la forme d'« une provocation gravée dans la pierre ». Entre les années 1860 et 1911, la colonne Nelson est rejointe par des monuments dédiés à Daniel O'Connell, William Smith O'Brien et Charles Stewart Parnell, ainsi que John Gray et le Père Mathew. Pendant ce temps, en 1861, après des décennies de construction, le Wellington Monument du Phoenix Park de Dublin est achevé. Ce vaste obélisque de 67 mètres de haut pour 37 mètres carrés à sa base honore Arthur Wellesley, le 1er duc de Wellington, ancien secrétaire en chef pour l'Irlande né en Irlande. À la différence de la colonne Nelson, l'obélisque de Wellington attire peu de controverses et ne fait pas l'objet d'attaques physiques.

### Insurrection de Pâques 1916

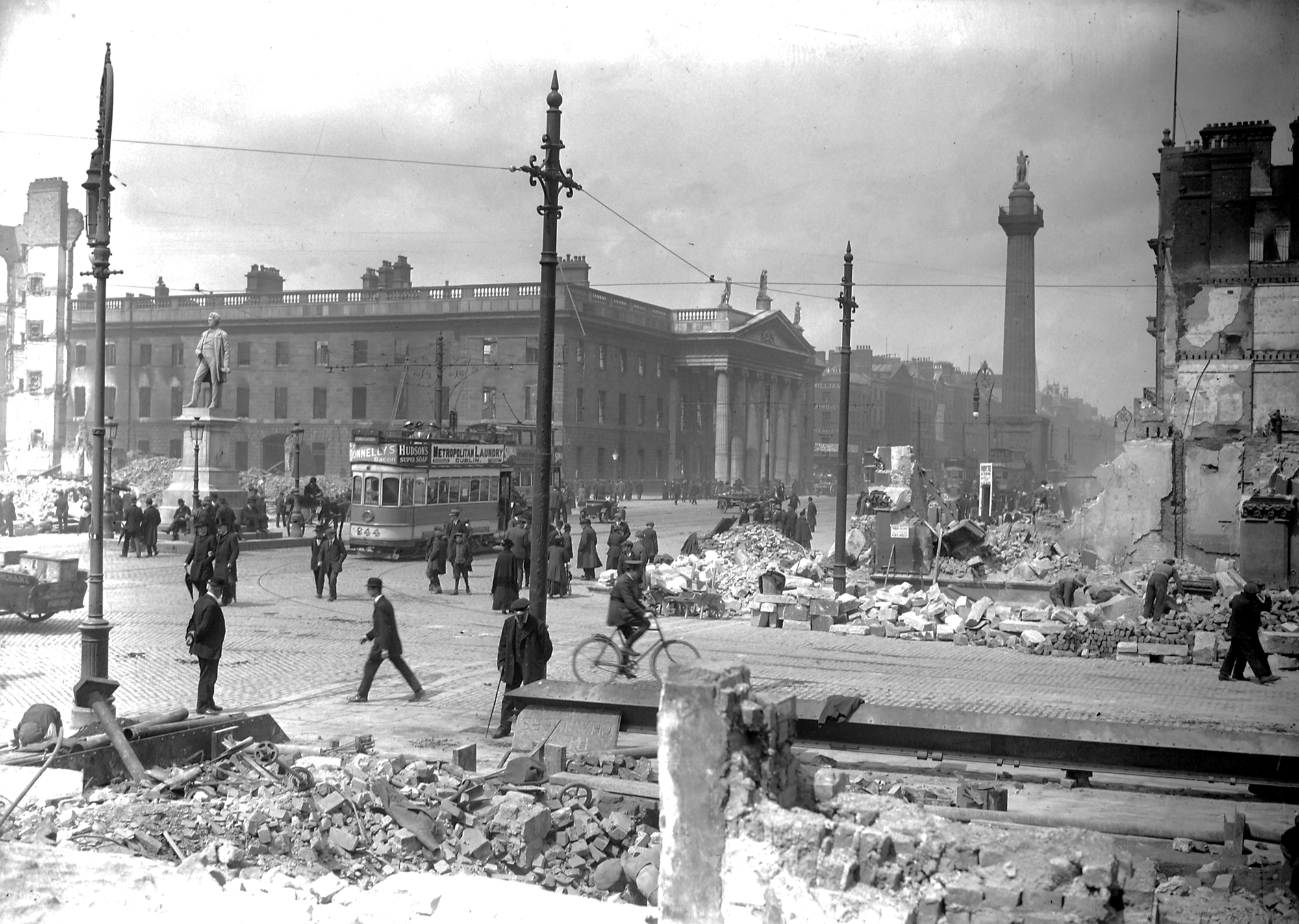
La colonne Nelson au loin entourée de ruines de bâtiments détruits après l'Insurrection de Pâques 1916.

Le 24 avril 1916, un lundi de Pâques, des unités de deux milices, les Irish Volunteers et l'Irish Citizen Army, investissent plusieurs rues et bâtiments importants du centre de Dublin, dont la poste centrale, l'un des bâtiments les plus proches de la colonne Nelson, où ils établissent leur quartier général. Ils y déclarent l'instauration d'une république d'Irlande et mettent en place un gouvernement provisoire. L'une des premières actions enregistrées de l'Insurrection de Pâques a eu lieu près de la colonne lorsque des lanciers de la caserne voisine de Marlborough Street, envoyés pour enquêter sur les troubles, sont pris pour cible depuis cette poste. Ils se retirent dans la confusion, laissant derrière eux quatre soldats et deux chevaux morts.
Pendant les jours qui suivent, Sackville Street et en particulier la zone située autour du monument se transforment en champ de bataille. Selon certains récits, les insurgés tentent de faire sauter la colonne. Ce qui n'est pas confirmé et même contesté par les combattants, au motif que la grande base du monument leur fournissait une couverture utile lors des déplacements vers d'autres positions d'insurgés. Le jeudi soir, l'artillerie britannique a déjà enflammé une grande partie de la rue. Les feux créés par les obus rendent la statue visible aussi loin que Killiney à 14 kilomètres de là ; Peter de Rosa écrit : « du haut de sa colonne, Nelson observait tout cela tranquillement comme s'il était éclairé par des milliers de lanternes ».
Le samedi, lorsque le gouvernement provisoire irlandais capitule, la plupart des bâtiments de Sackville Street situés entre le monument et la Liffey sont détruits ou gravement endommagés, y compris l'Hôtel Imperial,. À l'encontre de l'opinion populaire, George Bernard Shaw a dit que la destruction de l'architecture classique importait peu, mais que « ce qui comptait, c'était que les bidonvilles de Liffey étaient encore debout ». De la poste centrale de Dublin, seule la façade est préservée. Un journal new-yorkais indique que la colonne Nelson fait partie des ruines de la rue, mais elle n'a subi que des dommages mineurs, principalement des traces de balles sur la colonne et la statue elle-même. Une légende veut même qu'un tir ait décollé le nez de la statue de Nelson.

### Dans l'Irlande indépendante
Après la guerre d'indépendance irlandaise et le traité qui suit, l'Irlande est dissociée : Dublin devient la capitale de l'État libre d'Irlande, un dominion au sein du Commonwealth. À partir de décembre 1922, date de l'inauguration de l'État libre, le monument qui était un problème pour le gouvernement britannique devient un problème irlandais. En 1923, après la guerre civile irlandaise, Sackville Street est à nouveau en ruines ; le magazine The Irish Builder and Engineer appelle au retrait de la colonne Nelson, considérant que son érection à cet endroit était une « bévue ». Ce point de vue est partagé par la Dublin Citizens Association. Le poète William Butler Yeats, alors membre du sénat irlandais, est en faveur de sa réimplantation dans un autre lieu, mais estime à l'instar d'autres personnes qu'elle ne doit pas être détruite. Il se justifie en disant que « la vie et le travail des gens qui l'ont construite font partie de nos traditions ».

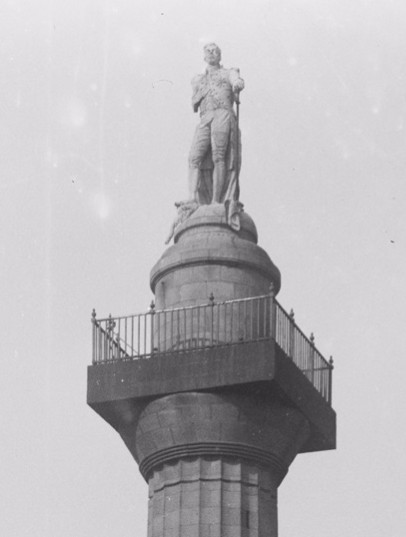
Détail de la statue de Nelson avec la plate-forme d'observation.

Sackville Street est rebaptisée O'Connell Street en 1924,. L'année suivante, la Dublin Metropolitan Police et le Dublin Civic Survey exigent une loi permettant le retrait du monument, sans succès. La pression est maintenue en 1926 lorsque The Manchester Guardian écrit que la colonne doit être détruite puisqu'elle constitue un obstacle à la circulation des voitures. Les demandes d'enlèvement, de destruction ou de remplacement de la statue par celle d'un héros irlandais continuent jusqu'à la Seconde Guerre mondiale et même au-delà. Les principales pierres d'achoppement restent l'interprétation stricte des modalités de la fiducie et les réticences des gouvernements irlandais successifs à prendre des mesures législatives,. En 1936, le magazine du mouvement ultra-nationaliste des « Chemises bleues » fait remarquer que cette inaction montre un échec de l'esprit national : « le conquérant est parti, mais les cicatrices qu'il a laissées restent, et la victime n'essaye même pas de les enlever ».
En 1949, l'État libre d'Irlande devient la république d'Irlande et quitte le Commonwealth. Néanmoins, le sentiment reste partagé sur le retrait du monument. Cette année-là, l'historien en architecture John Harvey le qualifie de « grande œuvre » et fait valoir que, sans lui, « O'Connell Street perdrait beaucoup de sa vitalité ». La plupart des gens qui poussent à s'en débarrasser, dit-il, sont des « maniaques de la circulation qui […] ne parviennent pas à visualiser le chaos qui résulterait si on laissait le trafic traverser ce point ». Dans une émission radiodiffusée de 1955, Thomas Bodkin, ancien directeur de la Galerie nationale d'Irlande, loue non seulement le monument, mais Nelson lui-même : « [c']était un homme d'une bravoure extraordinaire, il a perdu bravement un œil au combat, et un bras dans des circonstances similaires ».
Le 29 octobre 1955, un groupe de neuf étudiants de l'University College Dublin se procure les clés du monument et s'enferme à l'intérieur. Depuis la plate-forme, ils accrochent une affiche de Kevin Barry, un volontaire de l'Armée républicaine irlandaise (IRA) de Dublin exécuté par les Britanniques pendant la guerre d'indépendance irlandaise. Une foule se rassemble et chante la chanson populaire qui lui est consacrée. Finalement, les membres de la police investissent le monument et mettent fin à la manifestation. Aucune mesure n'est prise contre les étudiants, dont le but principal est selon la police de faire de la publicité.
En 1956, les membres du parti politique Fianna Fáil, alors dans l'opposition, proposent que la statue de Nelson soit remplacée par celle de Robert Emmet, le meneur protestant d'une rébellion avortée en 1803. Ils estiment qu'un tel geste peut pousser les protestants d'Irlande du Nord à se battre pour unifier l'Irlande. Dans le Nord, la possibilité de démonter et remonter le monument à Belfast est proposée au Executive Committee, mais l'initiative n'obtient pas le soutien du gouvernement d'Irlande du Nord.
En 1959, le nouveau gouvernement de Seán Lemass reporte la question du déplacement du monument pour des raisons de coût ; cinq ans plus tard Lemass accepte « d'étudier » la question du remplacement de la statue de Nelson par celle de Patrick Pearse, meneur de l'insurrection de Pâques, à temps pour le 50e anniversaire du soulèvement qui tombe en 1966. Une offre du dirigeant syndical américain Mike Quill — né en Irlande — pour financer le retrait de la colonne n'est pas retenue, et, l'anniversaire approchant, Nelson reste en place.

## Destruction

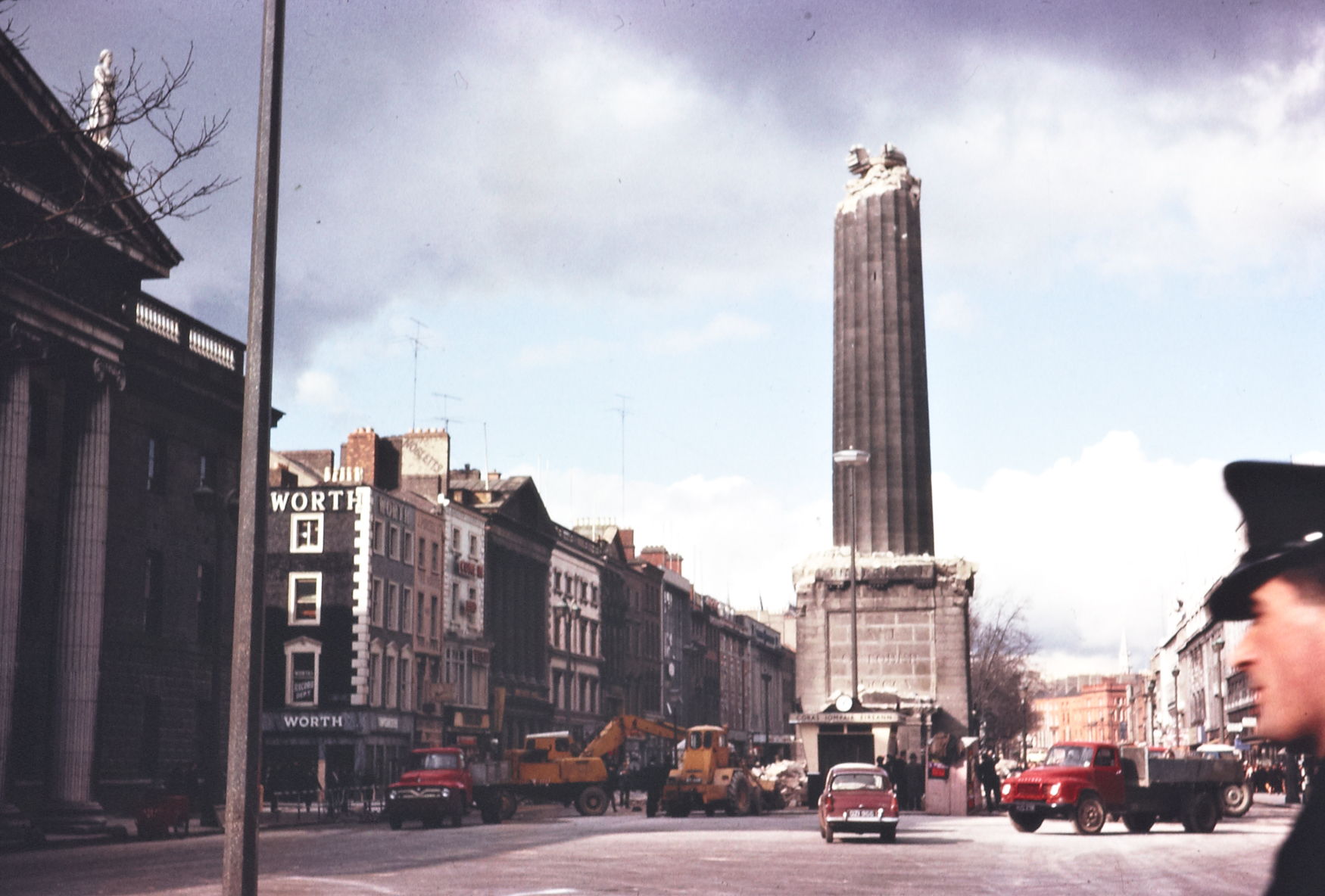
La colonne détruite, le lendemain matin de l'attentat.

Le matin du 8 mars 1966, peu après 1 h 30, une puissante explosion détruit la partie supérieure de la colonne, projetant la statue au sol parmi des tonnes de gravats. O'Connell Street est alors presque déserte, même si un concours de danse qui a lieu dans la salle de l'hôtel Metropole à proximité est sur le point de se terminer et de déverser sa foule dans la rue. Il n'y a pas de victime — seul un chauffeur de taxi garé à côté a échappé de justesse — et les dégâts causés aux bâtiments restent faibles par rapport à la violence de l'explosion. Ce qui reste alors du monument est une base sabrée mesurant 21 mètres de haut.
Dans la première réponse du gouvernement à cette destruction, le ministre de la Justice Brian Lenihan, Snr condamne ce qu'il décrit comme « un outrage planifié et commis sans aucun égard pour la vie des citoyens ». Cette réponse est considérée comme « tiède » par The Irish Times dont l'éditorial juge l'attaque comme « un coup direct au prestige de l'État et à l'autorité du gouvernement ». Kennedy laisse entendre que la colère du gouvernement est principalement dirigée contre ce qu'il considère comme une diversion à l'égard des célébrations officielles du 50e anniversaire de l'insurrection de Pâques.
La disparition du monument est regrettée par certains qui considèrent que la ville a perdu l'un de ses points de repère les plus importants. L'association littéraire irlandaise voudrait, peu importe les mesures à venir, que le lettrage sur le piédestal soit préservé. L'Irish Times rapporte de son côté que la Royal Irish Academy of Music envisage des mesures juridiques pour empêcher le retrait de la souche restante. Les réactions du grand public sont relativement légères, caractérisées par les nombreuses chansons inspirées par l'incident, notamment Up Went Nelson, basée sur The Battle Hymn of the Republic et chantée par un groupe d'enseignants de Belfast, qui reste au sommet du classement irlandais pendant huit semaines. Un journal américain rapporte que l'ambiance dans la ville est gaie, avec des cris de « Nelson a perdu sa dernière bataille ! ». Certaines sources disent que le président irlandais Éamon de Valera a téléphoné à l'Irish Press pour suggérer le titre « L'amiral britannique quitte Dublin par les airs », ce qui est selon le sénateur et candidat à la présidence David Norris « le seul trait d'humour dans ces événements lugubres ».

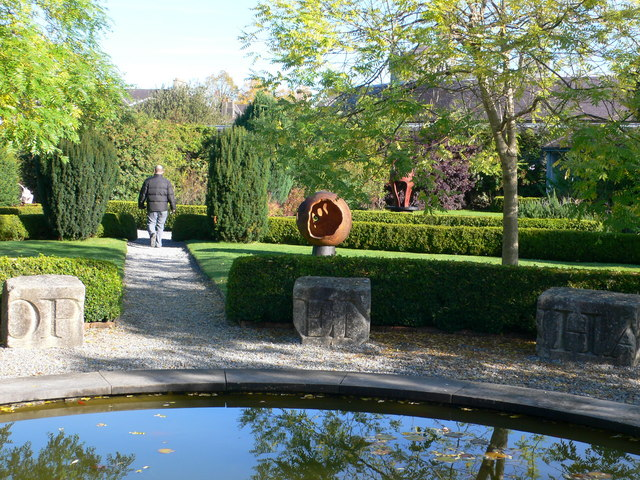
Les lettres de la colonne Nelson dans le jardin de la à Kilkenny en 2009.

Le sort du monument est scellé lorsque la Dublin Corporation (chambre de commerce) émet un avis déclarant le « bâtiment dangereux ». La fiducie admet que la base doit être enlevée. L'Institut royal des architectes d'Irlande (en) demande à la dernière minute de retarder sa démolition, mais pour des raisons d'organisation, la demande de sursis est rejetée par le juge Thomas Teevan. Le 14 mars, l'armée détruit ce qui reste du monument lors d'une explosion contrôlée, observée à distance par une foule qui, selon la presse, « soulève une acclamation retentissante ». Il y a une bousculade pour récolter des souvenirs et de nombreux morceaux de la maçonnerie sont récupérés par des particuliers. Certaines de ces reliques, dont la tête de Nelson, trouvent finalement place dans les musées et les parties lettrées de la maçonnerie du piédestal sont conservées dans les jardins de la Butler House (en) à Kilkenny. Des sources contemporaines et ultérieures affirment que l'explosion de l'armée a causé plus de dégâts que la première, allégation qui, selon Donal Fallon, est peu probable puisque les demandes de dommages résultant de la seconde explosion sont bien plus faibles que la somme réclamée à la suite de l'explosion d'origine,.

## Conséquences

### Enquête

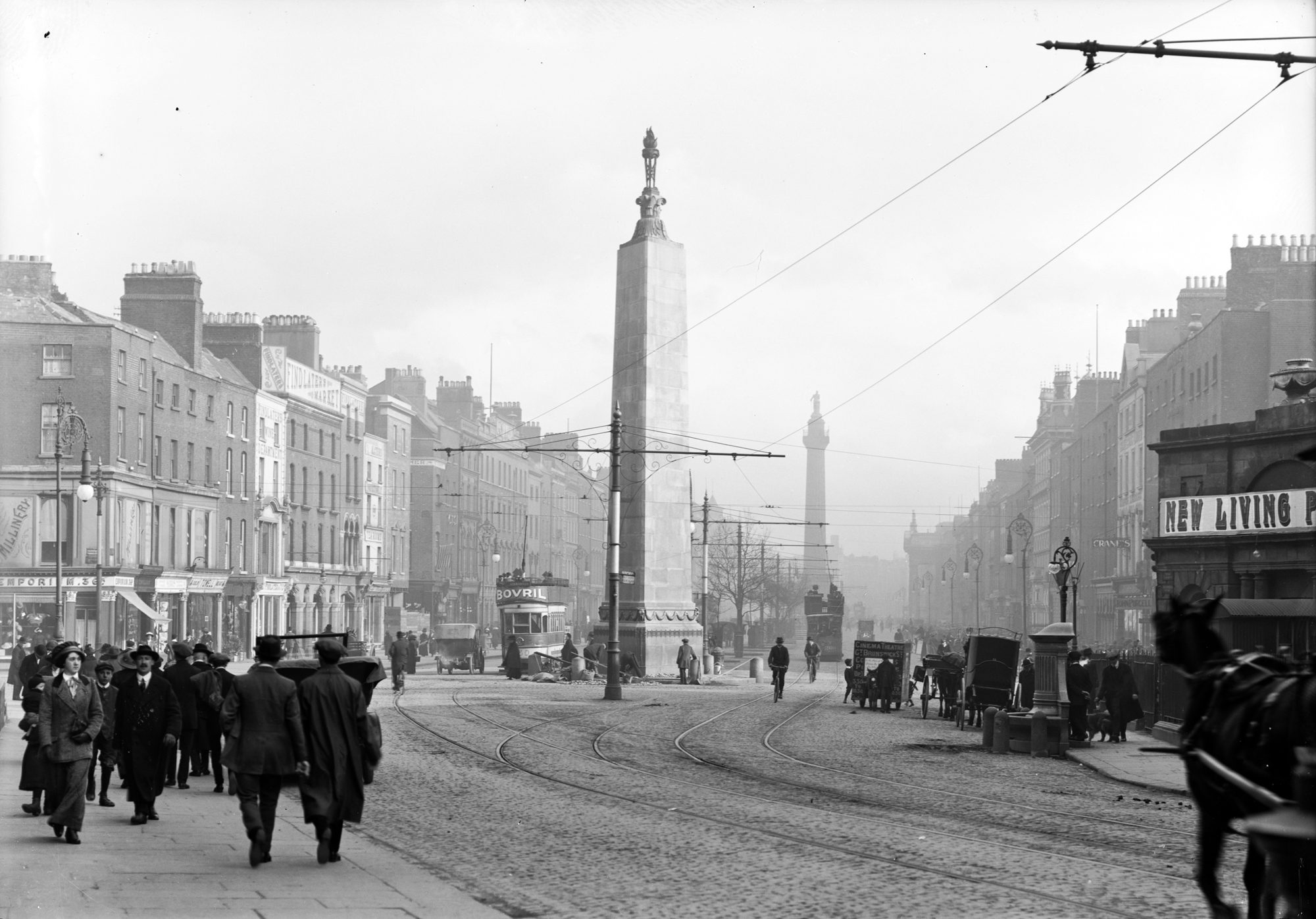
Vue de Sackville Street vers 1910 avec la colonne Nelson en arrière-plan.

L'enquête a d'abord supposé que l'Irish Republican Army (IRA) était à l'origine de l'attentat contre la colonne. The Guardian rapporte le 9 mars que six hommes ont été arrêtés et interrogés, mais leur identité n'est pas révélée et l'affaire est classée sans suite,. Le porte-parole de l'IRA nie toute implication en indiquant que le groupe n'a aucun intérêt à démolir de simples symboles de domination étrangère, précisant : « nous sommes intéressés par la destruction de la domination elle-même ». En l'absence de pistes, des rumeurs suggèrent que le mouvement séparatiste basque Euskadi ta Askatasuna (ETA) pouvait être responsable, peut-être dans le cadre d'un exercice d'entraînement avec un groupe dissident républicain irlandais. En effet, au milieu des années 1960, l'expertise de l'ETA dans les explosifs est généralement reconnue.
Aucune autre information n'émerge jusqu'en 2000, lorsqu'un ancien membre de l'IRA, Liam Sutcliffe, affirme au cours d'un entretien à la Raidió Teilifís Éireann qu'il a lui-même placé la bombe qui a détruit la colonne,. Dans les années 1950, Sutcliffe est proche d'un groupe de volontaires dissidents dirigé par Joe Christle (1927-1998), un ancien membre de l'IRA expulsé en 1956 pour « imprudence ». Au début de l'année 1966, apprenant que le groupe de Christle prévoit une opération nommée « Humpty Dumpty » qui vise la colonne Nelson de Dublin, Sutcliffe offre ses services. D'après la version de Sutcliffe, il place une bombe à l'intérieur de la colonne le 28 février afin qu'elle explose dans les premières heures du matin suivant. L'explosif est un mélange de gelignite et d'ammonal. Comme le dispositif ne fonctionne pas, Sutcliffe revient le lendemain matin pour récupérer sa charge et retravaille son minuteur. Le 7 mars, peu avant la fermeture du monument, il grimpe l'escalier intérieur et place la nouvelle bombe près de la partie supérieure de la colonne avant de fuir. Il apprend le succès de sa mission le lendemain après avoir dormi paisiblement. À la suite de ses révélations, Sutcliffe est interrogé par la police, mais aucune charge n'est retenue contre lui. Il ne nomme pas d'autres personnes impliquées dans cette action, à l'exception de Christle et de son frère.

### Remplacement

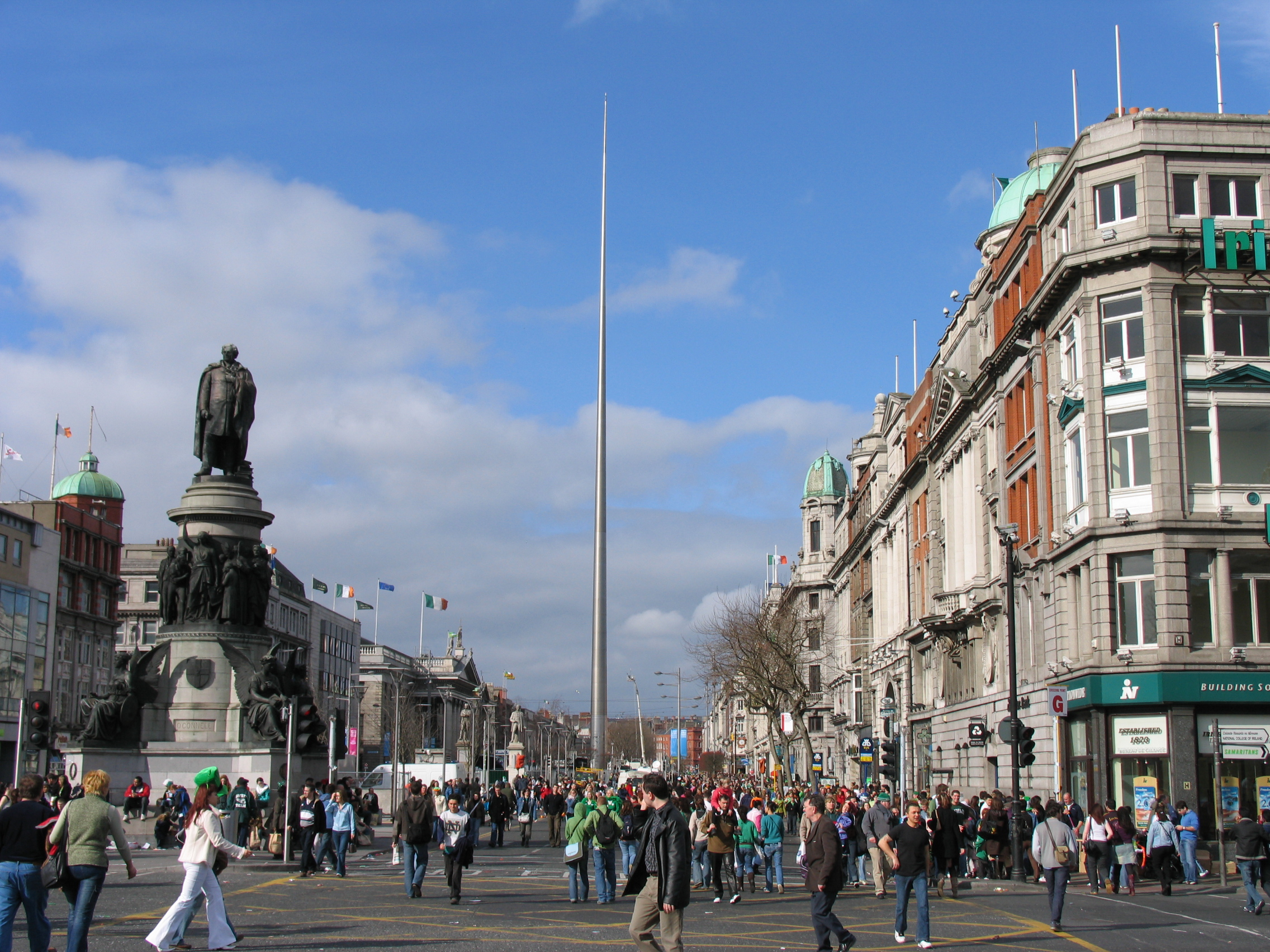
Le Spire de Dublin, érigé en 2003.

Le 29 avril 1969, le parlement irlandais adopte le Nelson Pillar Act, qui met fin à la fiducie de la colonne Nelson et transfère les droits de propriété du site à la Dublin Corporation. Les membres de la fiducie reçoivent 21 170 £ en compensation de la destruction du monument et une somme supplémentaire pour la perte de revenus. Au cours des débats, le sénateur Owen Sheehy-Skeffington fait valoir que la colonne pouvait être réparée et aurait dû être reconstruite.
Pendant plus de vingt ans, le site reste vide alors que diverses propositions sont faites pour occuper cet espace vacant ; aucune n'est acceptée par la Dublin Corporation. En 1970, l'Arthur Griffith Society suggère un monument consacré à Arthur Griffith, fondateur du Sinn Féin, et Patrick Pearse, dont le centenaire tombe en 1979. En 1987, une demande émanant de la Dublin Metropolitan Streets Commission de Dublin prônant la reconstruction du monument avec une autre statue, est également rejetée. En 1988, dans le cadre des célébrations du 1000e anniversaire de la fondation de la ville, la Smurfit Millennium Fountain est érigée à proximité du site. Il s'agit d'une commande d'un homme d'affaires de Dublin, Michael Smurfit, en mémoire de son père. Elle incorpore la statue en bronze d'une femme représentant le fleuve Liffey, sculptée par Éamonn O'Doherty (en). Le monument, connu familièrement comme Anna Livia (en), n'est pas universellement apprécié à l'exemple du sculpteur Edward Delaney qui le considère comme une « horreur atroce ».
En 1988, un nouveau projet de colonne encourage les artistes et les architectes à présenter des idées pour un mémorial permanent remplaçant la colonne Nelson. Un mât de 110 mètres, un arc de triomphe sur le modèle de celui de Paris et une « tour de lumière » recréant la plateforme qui permettait de voir le panorama de la ville font partie des suggestions. En 1997, la Dublin Corporation annonce un concours officiel pour un projet marquant en 2000 le nouveau millénaire. Le gagnant est Ian Ritchie avec le Spire de Dublin : une structure pleine en forme d'aiguille, haute de 120 mètres. Le modèle est approuvé, puis achevé le 22 janvier 2003, malgré une certaine opposition des classes politique et artistique. Lors de fouilles pour la construction du monument, la première pierre de la colonne Nelson est récupérée. La presse se fait écho d'une rumeur concernant la découverte d'une capsule temporelle contenant des pièces de monnaie précieuses qui fascine un temps le public avant de se révéler fausse.

## Postérité
La destruction de la colonne suscite la création de chansons populaires, dont Nelson's Farewell des The Dubliners, dans lequel la disparition « aéroportée » de Nelson est présenté comme la contribution de l'Irlande à la course à l'espace.
Néanmoins, au cours de ses plus de 150 ans d'existence, le monument fait partie intégrante de la vie de Dublin et est souvent cité dans la littérature irlandaise de la période. Il est par exemple en toile de fond dans le roman de James Joyce Ulysse (1922) qui fait une représentation minutieuse de la ville sur une seule journée. Joyce partage l'avis de William Butler Yeats que l'association entre l'Irlande et l'Angleterre est un élément essentiel d'une histoire commune. Oliver St John Gogarty, dans son mémoire littéraire As I Was Going Down Sackville Street, considère que la colonne est « la chose la plus grandiose que nous ayons à Dublin » où « la statue en pierre blanche regardait toujours au sud vers Trafalgar et le Nil ». Ce monument, dit Gogarty, « marque la fin d'une civilisation, le point culminant de la grande période du XVIIIe siècle à Dublin ». Le poète Yeats, dans le poème de The Three Monuments (1927), se moque des dirigeants de la période postérieure à l'indépendance de l'Irlande pour leur moralité rigide et leur manque de courage, l'envers des qualités des « trois vieilles canailles » que sont Charles Stewart Parnell, Horatio Nelson et Daniel O'Connell. L'écrivain Brendan Behan, dans ses Confessions of an Irish Rebel (1965) écrit d'un point de vue nationaliste que l'Irlande ne doit rien à Nelson. Dans son poème Dublin (1939), Louis MacNeice, écrit à propos du retrait des vestiges de suzeraineté britannique en Irlande : « Nelson sur son pilier / regarde l'effondrement de son monde ». Enfin, dans son poème Nelson's Pillar, Dublin (1957), Austin Clarke dédaigne les différents projets pour retirer le monument et conclut « Laissez-le regarder le ciel / Avec ceux qui gouvernent. Yeux de pierre / Et télescopes peuvent prouver / Que nos bénédictions sont au-dessus ».

Vues de la plate-forme panoramique de la colonne Nelson
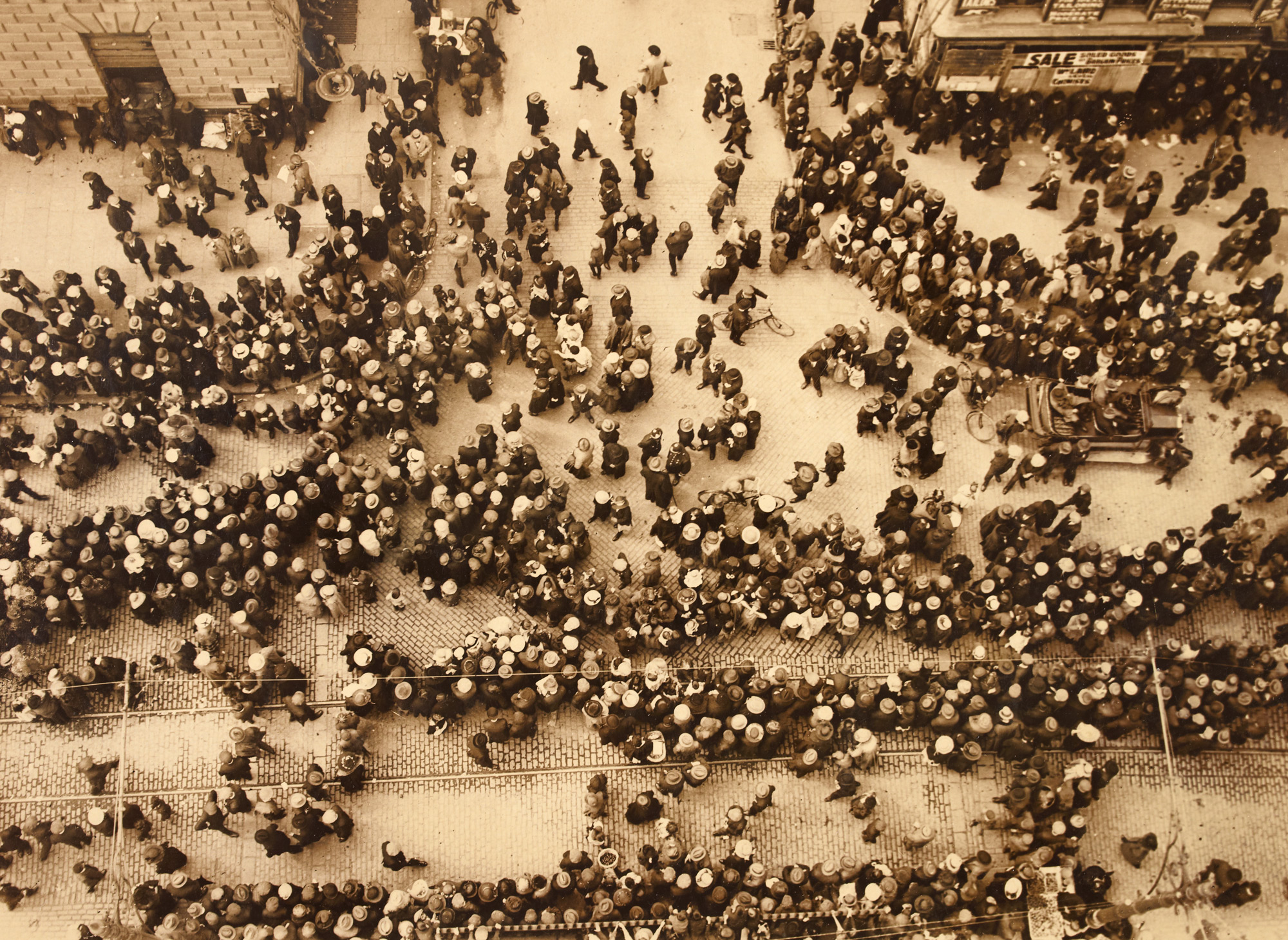
Vue vers le bas, vers 1921.
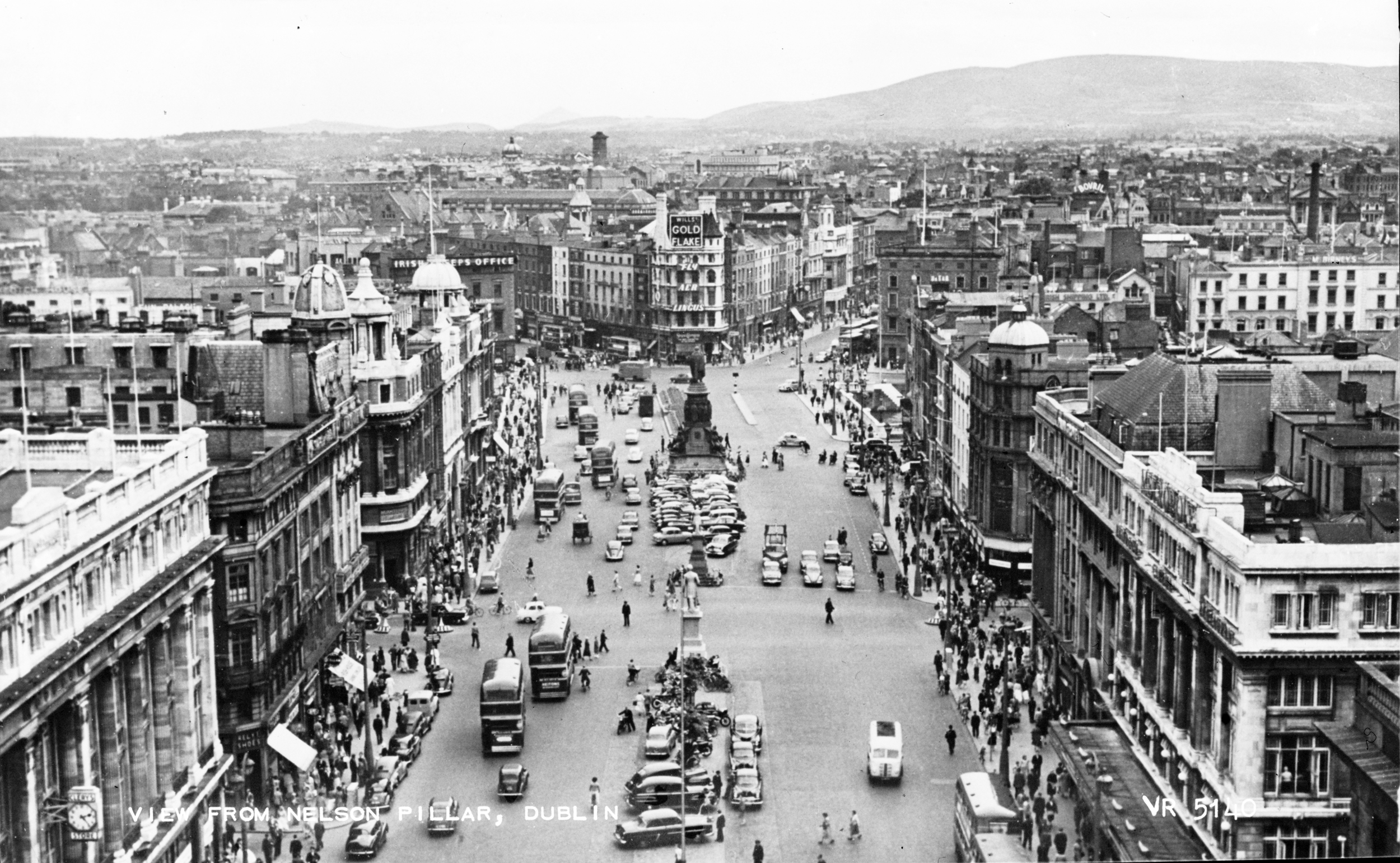
Vue vers le sud, dans les années 1950.
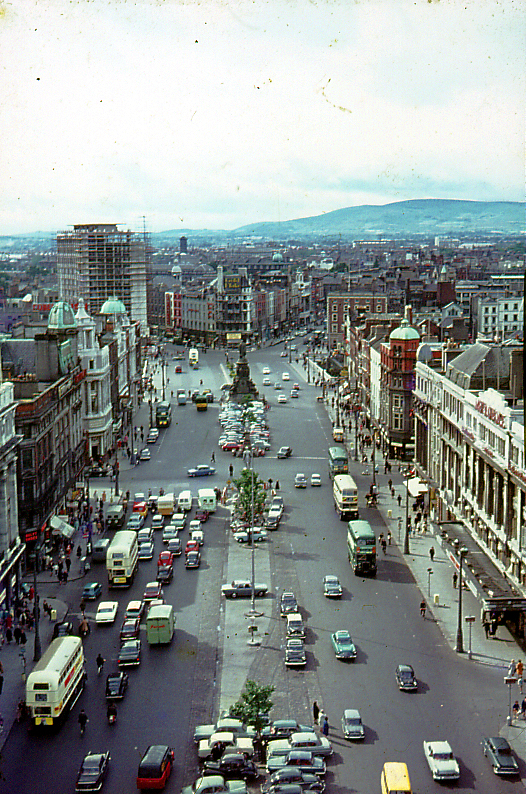
Vue vers le sud, en 1964.
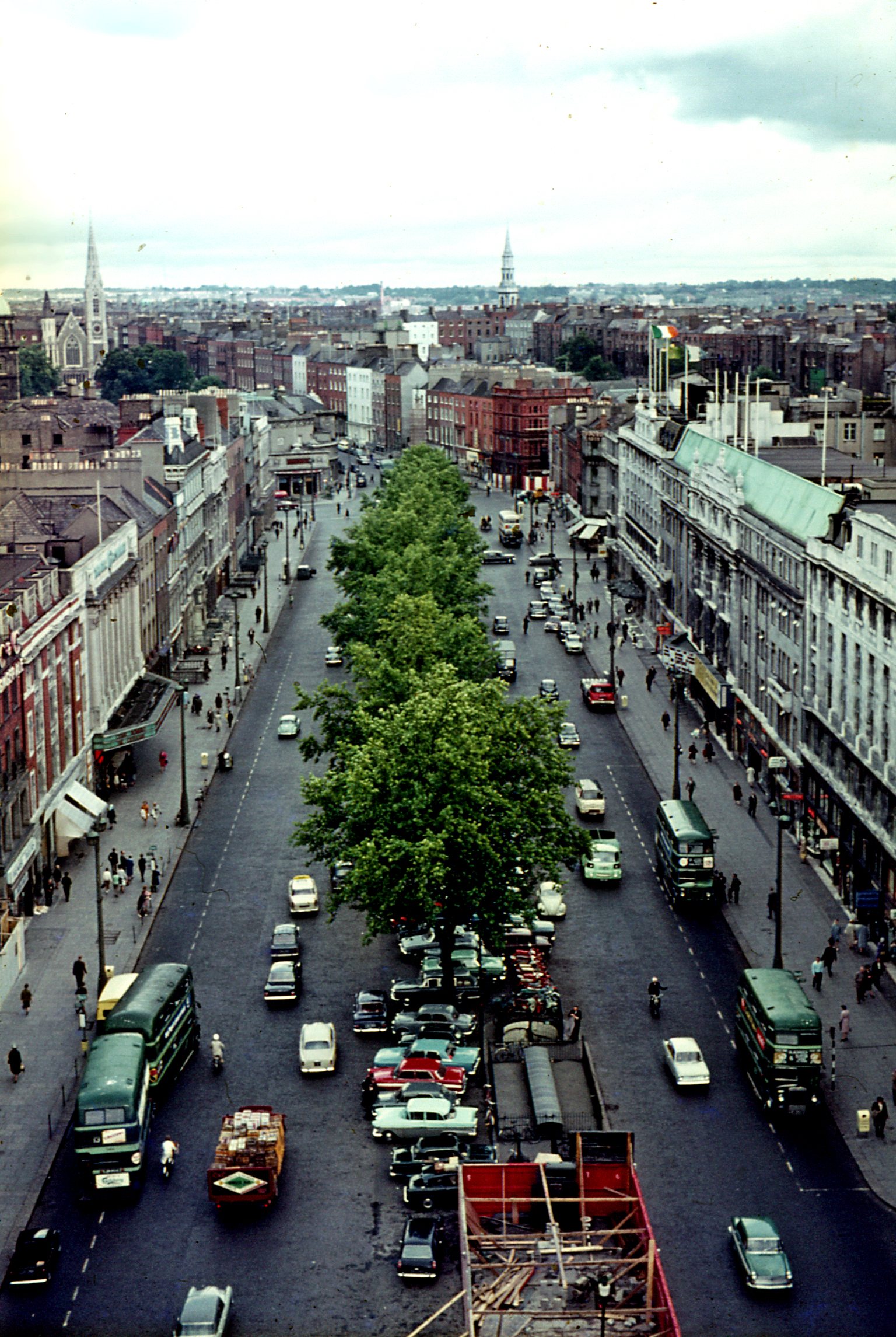
Vue vers le nord, en 1964.